# Melissa Hoskins
Melissa Hoskins (Perth, 24 de febrero de 1991-Adelaida, 31 de diciembre de 2023) fue una deportista australiana que compitió en ciclismo en las modalidades de pista, especialista en la prueba de persecución por equipos, y ruta. Estuvo casada con el ciclista Rohan Dennis.
Ganó cinco medallas en el Campeonato Mundial de Ciclismo en Pista entre los años 2012 y 2015.
Participó en dos Juegos Olímpicos de Verano, en la prueba de persecución por equipos, ocupando el cuarto lugar en Londres 2012 y el quinto en Río de Janeiro 2016.
En carretera fue profesional de 2012 a 2015 con el equipo Orica-AIS. Obtuvo tres medallas en el Campeonato Mundial de Ciclismo en Ruta, entre los años 2012 y 2014. Además, en 2012 ganó la clasificación general del Tour de la Isla de Chongming.
Falleció en diciembre de 2023, a los 32 años, a causa de los traumatismos sufridos al ser atropellada por la furgoneta conducida por su esposo.

## Medallero internacional

### Ciclismo en pista
| Campeonato Mundial | Campeonato Mundial      | Campeonato Mundial | Campeonato Mundial      |
| Año                | Lugar                   | Medalla            | Competición             |
| ------------------ | ----------------------- | ------------------ | ----------------------- |
| 2012               | Melbourne (Australia)   | Medalla de plata   | Persecución por equipos |
| 2012               | Melbourne (Australia)   | Medalla de plata   | Scratch                 |
| 2013               | Minsk (Bielorrusia)     | Medalla de plata   | Persecución por equipos |
| 2014               | Cali (Colombia)         | Medalla de bronce  | Persecución por equipos |
| 2015               | Saint-Quentin (Francia) | Medalla de oro     | Persecución por equipos |

### Ciclismo en ruta
| Campeonato Mundial | Campeonato Mundial        | Campeonato Mundial | Campeonato Mundial       |
| Año                | Lugar                     | Medalla            | Competición              |
| ------------------ | ------------------------- | ------------------ | ------------------------ |
| 2012               | Valkenburg (Países Bajos) | Medalla de plata   | Contrarreloj por equipos |
| 2013               | Florencia (Italia)        | Medalla de bronce  | Contrarreloj por equipos |
| 2014               | Ponferrada (España)       | Medalla de plata   | Contrarreloj por equipos |

## Palmarés

### Pista
2012
- Campeonato de Australia Persecución por Equipos (haciendo equipo con Sarah Kent y Josephine Tomic)
- 3.ª en el Campeonato de Australia Scratch
- Londres Scratch
- 2.ª en el Campeonato Mundial Persecución por Equipos (haciendo equipo con Annette Edmonson y Josephine Tomic)
- 2.ª en el Campeonato Mundial Scratch
- 2.ª en el Ranking UCI Scratch

2013
- 2.ª en el Campeonato Mundial Persecución por Equipos (haciendo equipo con Amy Cure y Annette Edmonson)
- 3.ª en el Campeonato de Australia Madison (haciendo pareja con Isabella King)

2014
- 3.ª en el Campeonato de Australia Persecución
- 2.ª en el Campeonato de Australia Persecución por Equipos (haciendo equipo con Tian Beckett, Isabella King y Elissa Wundersitz)
- 3.ª en el Campeonato Mundial Persecución por Equipos (haciendo equipo con Amy Cure, Annette Edmonson e Isabella King)

### Carretera
2011
- 1 etapa del Tour de Feminin-O cenu Ceskeho Svycarska

2012
- Tour de la Isla de Chongming, más 2 etapas

## Equipos
- Lotto Honda Team (06-12.2011)
- GreenEDGE/Orica (2012-2013)
  - GreenEDGE-AIS (01-05.2012)
  - Orica-AIS (2012-2015)